# Eliana Pittman
Pour les articles homonymes, voir Pittman.
Eliana Leite da Silva, dite Eliana Pittman (née le 14 août 1945 à Rio de Janeiro au Brésil), est une des chanteuses brésiliennes les plus connues du début des années 1970.

## Biographie
Belle-fille du saxophoniste de jazz Booker T. Pittman, elle a été profondément influencée et encouragée par lui à devenir une artiste : il a été son premier professeur de musique, ainsi que son mentor et partenaire sur certains disques.
Son premier grand succès est Tristeza, enregistré en 1966, qui lui valut une reconnaissance immédiate en Amérique du Sud. Elle n'a cependant jamais eu de grands succès comme la Garota de Ipanema d'Astrud Gilberto.
Au cours des années 1960 et 70, elle a effectué des tournées au Brésil, en Italie, en France, au Japon, aux États-Unis, en Espagne et au Venezuela.
Depuis 2001, elle alterne moments de réclusion, tournées et des apparitions en tant qu’actrice de télévision.
Après 17 ans, un nouvel album sort en 2019, Eliana hoje, ontem a sempre où elle interprète Caetano Veloso et Gilberto Gil.

## Discographie sélective
- Eliana & Booker Pittman - News From Brazil (Odeon/Paradise Masters, Brazil, 1963)
- Eliana Pittman (Odeon/Amazon, Brazil, 1972)
- Quem Vai Querer (RCA, Brazil, 1977)
- Soul Of Brazil - Funk, Soul, & Bossa Grooves 1965 to 1977 (EMI/Odeon, France, late 1970s)